# Flaugeac
Flaugeac är en kommun i departementet Dordogne i regionen Nouvelle-Aquitaine i sydvästra Frankrike. Kommunen ligger i kantonen Sigoulès som tillhör arrondissementet Bergerac. År 2017 hade Flaugeac 325 invånare.

## Befolkningsutveckling
Antalet invånare i kommunen Flaugeac
Referens:INSEE